# Телстар
Телстар је назив за различите комуникационе сателите. Прва два Телстар сателита су била експериментална и скоро идентична. Телстар 1 лансиран је на врху ракете Тор-Делта 10. јула 1962. године. Успешно је пренео кроз свемир прве телевизијске слике, телефонске позиве и телеграфске слике, и обезбедио први трансатлантски телевизијски пренос уживо. Телстар 2 лансиран је 7. маја 1963. године. Телстар 1 и 2 — иако више нису функционални — и даље круже око Земље. 
Оригинални Телстар је припадао компанији АТ&Т, а био је део мултинационалног споразума између АТ&Т (САД), Белових телефонских лабораторија (САД), НАСА (САД), ГПО (Уједињено Краљевство) и Насионал ПТТ (Француска) за развој експерименталних сателитских комуникација преко Атлантског океана. Белове лабораторе су имале уговор са НАСА-ом, плаћајући агенцији за свако лансирање, независно од успеха.
Саграђено је шест земаљских станица за комуникацију са Телстаром, по једна у САД, Француској, Великој Британији, Канади, Западној Немачкој и Италији. Америчка земаљска станица — коју су изградиле Белове лабораторије — била је земаљска станица Андовер, у Андоверу, у држави Мејн. Главна британска земаљска станица била је у Гунхили Давнсу, Корнвол. BBC, као међународни координатор, користио је ову локацију. Опрему за конверзију стандарда 525/405 (која је пунила велику просторију) је истражио и развио BBC и лоцирао се у телевизијском центру BBC у Лондону. Француска земаљска станица била је у Племер-Бодоу . Канадска земаљска станица била је у Чарлстону, Нова Шкотска. Немачка земаљска станица била је у Рајтингу у Баварској. Италијанска земаљска станица ( свемирски центар Фучино) налазила се у Фучину, близу Авецана, у Абруцу .
Сателит је направио тим у Беловим телефонским лабораторијама који је укључивао Џона Робинсона Пирса, који је креирао пројекат;  Руди Компфнер, који је изумео транспондер са путујућим таласима који је користио сателит;   и Џејмс М. Ерли, који је дизајнирао његове транзисторе и соларне панеле.  Сателит је отприлике сферичан, око 34,5 in (880 mm) дуг и тежио око 170 lb (77 kg). Његове димензије су биле ограничене оним што би стало на једну од НАСА-иних ракета Делта. Телстар је био стабилизован, а његова спољна површина била је прекривена соларним ћелијамa које су могле да генеришу 14 вати електричне снаге.
Оригинални Телстар је имао један иновативни транспондер који је могао да преноси податке, један телевизијски канал или мултиплексирана телефонска кола. Како се сателит ротирао, био је потребан низ антена око његовог "екватора" за непрекидну микроталасну комуникацију са Земљом. Вишесмерни низ малих елемената антена са шупљином око сателитског „екватора“ примао је микроталаснe сигналe од 6 GHz за пренос назад земаљским станицама. Транспондер је конвертовао фреквенцију у 4 GHz, појачао је сигнале у цеви са путујућим таласима и поново их емитовао у свим смеровима преко суседног низа већих шупљина у облику кутије. Истакнута спирална антена примала је телекоманде са земаљске станице.
Сателит је лансирала НАСА ракетом Делта са Кејп Канаверала 10. јула 1962. године. Телстар 1 је био први сателит чије је лансирање у сателит платила нека приватна компанија. Телстар је био сателит средње величине, Телстар, постављен је у елиптичну орбиту која се завршава сваких 2 сата и 37 минута, нагнута под углом од приближно 45 степени према екватору, са перигејем око 952 km (592 mi) од Земље и 5.933 km (3.687 mi) око 5.933 од Земље  Ово је у супротности са Ерлиберд Интелсат из 1965. и каснијим сателитима који путују кружним геостационарним орбитама . 
Због своје негеосинхроне орбите, сличне орбити Молније, доступност Телстара 1 за трансатлантске сигнале била је ограничена на 30 минута у свакој орбити од 2,5 сата када је сателит прелазио преко Атлантског океана. Земаљске антене су морале да прате сателит са грешком усмеравања мањом од 0,06 степени док се кретао по небу брзином до 1,5 степени у секунди.
Пошто предајници и пријемници на Телстар-у нису били довољни јаки, земаљске антене су морале бити огромне. Инжењери Белових лабораторија пројектовали су велику хоризонталну конусну рогату антену са параболичним рефлектором свом крају који је одбијао сноп. Овај конкретан дизајн је имао веома ниске бочне режњеве, и тако је омогућио пријем шумова веома ниских температура. Отвор антена је био 3.600 sq ft (330 m2) . Антене су биле дуге 177 ft (54 m) и тешке 380 short tons (340.000 kg) . Морими Ивама и Јан Нортон из Белових лабораторија били су задужени за пројектовање и изградњу електричних делова система азимут-елевације који је управљао антенама. Антене су биле смештене у радаре величине пословне зграде од 14 спратова. Две од ових антена су коришћене, једна у Андоверу, у држави Мејн, а друга у Француској у Племер-Бодоу . ГПО антена у Гунхили Даунсу у Великој Британији била је конвенционални параболоид пречника 26 m.

## У служби
Телстар 1 је 11. јула 1962. пренео своје прве, и тајну, телевизијску слику (заставу испред земаљске станице Андовер) пријемнику у Племер-Бодоу  . Скоро две недеље касније, 23. јула, у 15.00 часова ЕДТ, пренео је први јавно доступан трансатлантски телевизијски сигнал уживо.  Пренос је приказан у Европи на Евровизији иу Северној Америци на НБЦ, ЦБС, АБЦ и ЦБЦ .  У првом јавном емитовању приказани су Волтер Кронкајт из ЦБС-а и Чет Хантли са Ен-Би-Сија у Њујорку, и Ричард Димблби са Би-Би-Сија у Бриселу.  Прве слике биле су Статуа слободе у Њујорку и Ајфелова кула у Паризу.  Прво емитовање требало је да буде примедбе председника Џона Ф. Кенедија, али сигнал је добијен пре него што је председник био спреман, па су инжењери попунили уводно време кратким сегментом телевизијске утакмице између Филаделфија Филис и Чикаго Кабса на Ригли Филду.   Ударач, Тони Тејлор, виђен је како удара лопту коју је Кал Кунце подбацио десном играчу Џорџу Алтману . Одатле, видео се прво пребацио у Вашингтон, затим до Кејп Канаверала, Флорида; на светску изложбу у Сијетлу ; затим у Квебек и на крају у Стратфорд, Онтарио .  Сегмент из Вашингтона је укључивао говор председника Кенедија који је говорио о цени америчког долара, што је изазивало забринутост у Европи. Када је Кенеди порекао да ће Сједињене Државе девалвирати долар, он је одмах ојачао на светским тржиштима; Кронкајт је касније рекао да смо „сви видели нешто од праве снаге инструмента који смо направили“.  
Те вечери, Телстар 1 је такође пренео први сателитски телефонски позив, између америчког потпредседника Линдона Џонсона и председника АТ&Т-а, Фредерика Капела . Успешно је преносио факсове, податке и телевизију уживо и снимљену, укључујући први пренос телевизије уживо преко океана од Андовера, Мејн, САД, до Гунхили Даунса, Енглеска, и Племер-Бодуа, Француска.  (Експериментални пасивни сателит, Ехо 1, коришћен је за рефлексију и преусмеравање комуникационих сигнала две године раније, 1960. ) У августу 1962. Телстар 1 је постао први сателит који је коришћен за синхронизацију времена између два континента, доводећи Уједињено Краљевство и Сједињене Државе на 1 микросекунду једна од друге (претходни покушаји су били тачни до само 2.000 микросекунди). 
Сателит Телстар 1 је такође преносио компјутерске податке између два рачунара IBM1401. Тест, обављен 25. октобра 1962, послао је поруку са предајног компјутера у Ендикоту у Њујорку на земаљску станицу у Андоверу, у држави Мејн. Порука је прослеђена земаљској станици у Француској, где ју је декодирао други IBM 1401 у Ла Гаудеу у Француској. 
Телстар 1, који је започео ново доба комерцијалне употребе технологије, постао је жртва војне технологије из доба Хладног рата . Дан пре лансирања Телстарa 1, америчка нуклеарна бомба која је детонирана на великим висинама (названа Старфиш Прајм) појачала је Земљин Ван Аленов појас где је Телстар 1 отишао у орбиту. Ово огромно повећање радијационог појаса, у комбинацији са накнадним експлозијама на великим висинама, укључујући совјетски тест у октобру, било је превише за Телстарове крхке транзисторе.    Телстар је изашао из употребе у новембру 1962. године, након што је обрадио преко 400 телефонских, телеграфских, факсимилних и телевизијских преноса. Поново је покренут заобиланим решењем почетком јануара 1963.   Додатно зрачење повезано са његовим повратком на пуну сунчеву светлост још једном је изазвао квар транзистора, овог пута непоправљив, и Телстар 1 је повучен из употребе 21. фебруара 1963. године.
Експерименти су настављени и до 1964. године два Телстара, две релејне јединице (из РЦА) и две Синком јединице (из Hughes Aircraft Company ) су успешно радиле у свемиру. Синком 2 је био први геосинхрони сателит и његов наследник, Синком 3, емитовао је слике са Летњих олимпијских игара 1964. у Токију. Први комерцијални геосинхрони сателит био је Интелсат I („Ерлиберт“ - Раноранилац ) лансиран 1965. године.
Телстар се сматрао техничким успехом. Према анкети Информативне агенције САД (УСИА), Телстар је био познатији у Великој Британији него Спутњик 1957. 